# Mario Brelich
Mario Brelich (Budapest, 1910 – Nepi, 1982) est un écrivain, journaliste, peintre et sculpteur hongrois naturalisé italien.

## Biographie
Mario Brelich est né à Budapest en 1910 d'un père italien et d'une mère hongroise. Il a un frère, Angelo Brelich, historien des religions.
Il travaille comme traducteur littéraire de l'italien au hongrois (il traduira notamment le théâtre de Luigi Pirandello) et journaliste-correspondant entre la Hongrie et l'Italie. En 1946, il s'installe à Rome avec sa femme, la soprano hongroise Magda László.
En Italie, il se consacre à la peinture, la sculpture et l'écriture. Il fait paraître aux éditions Adelphi trois « essais romanesques » aux thématiques bibliques dans lesquels il s'intéresse à des épisodes majeurs de l'Ancien et du Nouveau Testament – la conception d'Isaac, la trahison de Judas et la construction de l'Arche de Noé, respectivement – relus et surtout récrits à la lumière d'une analyse critique empreinte d'ironie et chargée de provocation. Giuditta (Judith) paraît à titre posthume chez le même éditeur en 2008.

## Œuvres
- L'étreinte sacrée, Gallimard, 1978 ((it) Il sacro amplesso, Adelphi, 1972), trad. Ariel Piasecki
- L’œuvre de trahison, Gallimard, 1979 ((it) L'opera del tradimento, Adelphi, 1975), trad. Ariel Piasecki
- Le navigateur du déluge, L. Levi, 1993 ((it) Il navigatore del diluvio, Adelphi, 1979), trad. Françoise Brun
- (it) Giuditta, Adelphi, 2008Inédit en français.